# SCRN1
SCRN1‏ (Secernin 1) هوَ بروتين يُشَفر بواسطة جين SCRN1 في الإنسان.